# Alban Sabah
Alban Sabah (* 22. Juni 1992 in Kpalimé) ist ein ehemaliger togoischer Fußballspieler, der auch die deutsche Staatsbürgerschaft besitzt. Er wurde vorzugsweise auf der Position des Innenverteidigers eingesetzt.

## Karriere
Sabah begann bei Ratingen 04/19 und der DJK Blau-Weiß Gelsenkirchen mit dem Fußballspielen, bevor er 2005 in den Nachwuchsbereich der SG Wattenscheid 09 wechselte. Als 17-Jähriger schloss er sich 2009 der Jugendabteilung des FC Schalke 04 an, wo er zwei Jahre lang in der A-Junioren-Bundesliga spielte. Seit der Saison 2011/12 gehörte Sabah zum Kader der in der Regionalliga West spielenden zweiten Mannschaft der Knappen. Am 14. Dezember 2011 kam er beim Europa-League-Spiel gegen Maccabi Haifa zu seinem ersten und einzigen Einsatz für die Schalker Profimannschaft. Insgesamt absolvierte Sabah 61 Partien für den FC Schalke 04 II und erzielte dabei neun Tore.
Im Mai 2013 unterschrieb er einen Zweijahresvertrag beim Zweitligisten Dynamo Dresden. Sein Debüt in der zweiten Liga gab er am 4. Mai 2014 (33. Spieltag) beim 0:4 gegen den 1. FC Kaiserslautern, mit Dynamo stieg er am Saisonende in die 3. Liga ab. Er konnte sich während seiner Zeit in Dresden weder in der 2. noch in der 3. Liga einen Stammplatz erarbeiten. Im Sommer 2015 wechselte Sabah zum SV Waldhof Mannheim. Nach einer Saison beim SV Waldhof, in der er mit dem Verein den Aufstieg in die 3. Liga verpasste, wechselte er in die Oberliga Niederrhein zur SSVg Velbert. In der Winterpause 2016/17 wurde er für die Rückrunde an den Regionalligisten Sportfreunde Siegen ausgeliehen. Nachdem Sabah mit den Siegenern aus der Regionalliga West abgestiegen war, schloss er sich dem FSV Frankfurt in der Regionalliga Südwest an. Im Sommer 2020 beendete er dort seine Karriere.
Sabah bestritt zwischen 2009 und 2010 sieben Länderspiele für die deutsche U-18-Nationalmannschaft. Später entschied er sich für sein Geburtsland Togo aufzulaufen und wurde im Oktober 2014 erstmals für Togos Nationalelf berufen. Am 15. November 2014 gab Sabah beim Afrika-Cup-Qualifikationsspiel gegen Guinea sein Länderspieldebüt, als er für Serge Akakpo eingewechselt wurde. Zu seinem zweiten und letzten Länderspieleinsatz kam Sabah am 28. März 2015 im Freundschaftsspiel gegen Mauritius, bei dem er in der Startelf stand.

## Erfolge
- A-Jugend-Westfalenpokalsieger 2011
- Vizemeister der U-19-Bundesliga West 2010/11